# Filu 'e ferru
Le filu 'e ferru (nom complet en sarde : filu de ferru), appelé en italien acquavite di Sardegna ou grappa di Sardegna, est une eau-de-vie d'origine sarde dont le nom se traduit littéralement par « fil de fer ». Dans certaines régions, notamment dans le Logudoro et en Barbagia, on l'appelle également abbardente (ou abba ardente), c'est-à-dire « eau qui brûle ».

## Origine du nom
Le nom vient de la méthode courante dans le passé qui consistait à enterrer les alcools distillés sans autorisation. Pour retrouver les alambics et les récipients, on y attachait un morceau de fil de fer qui restait visible à la surface. 

## Description
Le filu 'e ferru est une eau-de-vie incolore sans arômes ajoutés.
Les marcs sardes sélectionnés sont distillés pour la production. La distillation des marcs de vernaccia permet d'obtenir des eaux-de-vie de grande qualité, ce qui donne un produit titrant autour de 40°, pouvant aller jusqu'à 45°.